# Гагар'є (Білозерський район)
Гага́р'є (рос. Гагарье) — присілок у складі Білозерського району Курганської області, Росія. Входить до складу Нижньотобольної сільської ради.
Населення — 25 осіб (2010, 41 у 2002).